# Oberhausen-Rheinhausen
Oberhausen-Rheinhausen település Németországban, azon belül Baden-Württembergben. Lakosainak száma 9718 fő (2023. december 31.).

## Népesség
A település népessége az elmúlt években az alábbi módon változott:
| Lakosok száma | 7517 | 7778 | 8565 | 8585 | 8506 | 9038 | 9374 | 9558 | 9427 | 9718 |
|               | 1961 | 1967 | 1974 | 1980 | 1987 | 1993 | 2000 | 2006 | 2013 | 2023 |

## Testvérvárosa
- Pomáz, Magyarország